# Azinhoso
Azinhoso ist eine Kleinstadt (Vila) und Gemeinde in der Region Trás-os-Montes im Nordosten Portugals.

## Geschichte
Funde zeigen eine jungsteinzeitliche Besiedlung im Gemeindegebiet bis in die Castrokultur. Der heutige Ort entstand wahrscheinlich im Verlauf der mittelalterlichen Reconquista. Bereits in den Registern des Jahres 1258 ist der Ort unter seinem heutigen Namen vermerkt. Seit dem Vertrag von Alcañices 1297 blieben die Überfälle durch das benachbarte Königreich Kastilien aus und Azinhoso entwickelte sich.
König D. João I gab Azinhoso am 15. Mai 1386 erste Stadtrechte (Foral) und machte es zum Sitz eines Verwaltungskreises. König D. Manuel I. erneuerte  am 13. Februar 1520 die Stadtrechte. In den Registern von 1706 hatte der Ort 86 Einwohner, 1758 waren es 232.
1647 wurde in Azinhoso eine Santa Casa de Misericórdia und ein Krankenhaus gegründet, Zeichen der anhaltenden Entwicklung.
Im Zuge der Verwaltungsreformen nach der Liberalen Revolution ab 1821 und dem folgenden Miguelistenkrieg wurde der Kreis Azinhoso um 1836 aufgelöst und ist seither eine Gemeinde des Kreises Mogadouro.

## Verwaltung
Azinhoso ist Sitz einer gleichnamigen Gemeinde (Freguesia) im Kreis (Concelho) von Mogadouro im Distrikt Bragança. In ihr leben 241 Einwohner auf einer Fläche von 31 km² (Stand 19. April 2021).
Folgende Ortschaften liegen in der Gemeinde:
- Azinhoso (154 Einwohner)
- Sampaio (115 Einwohner)
- Viduedo (38 Einwohner)